# Apple Public Source License
L'Apple Public Source License (APSL) és una llicència permissiva derivada de la MPL resultant del treball col·laboratiu entre Apple i la Fundació FSF per produir una llicència lliure.
És una llicència aprovada per la FSF en les versions 1 i 2 (la versió 2 va ser llançada el 29 de juliol de 2003). No obstant això, la FSF no recomana utilitzar el codi per a nous projectes de codi obert. Argumentant dos criteris, que no és compatible amb la llicència GPL i que no disposa d'un vertader Copyleft, ja que una de les clàusules permet enllaçar amb fitxers desenvolupats com a programari propietari. La llicència exigeix que si un derivat de la font original és alliberat externament, la font ha d'esser disponible; la Free Software Foundation compara aquest requisit amb un de similar en la pròpia GNU Affero General Public License.